# Ferenbalm

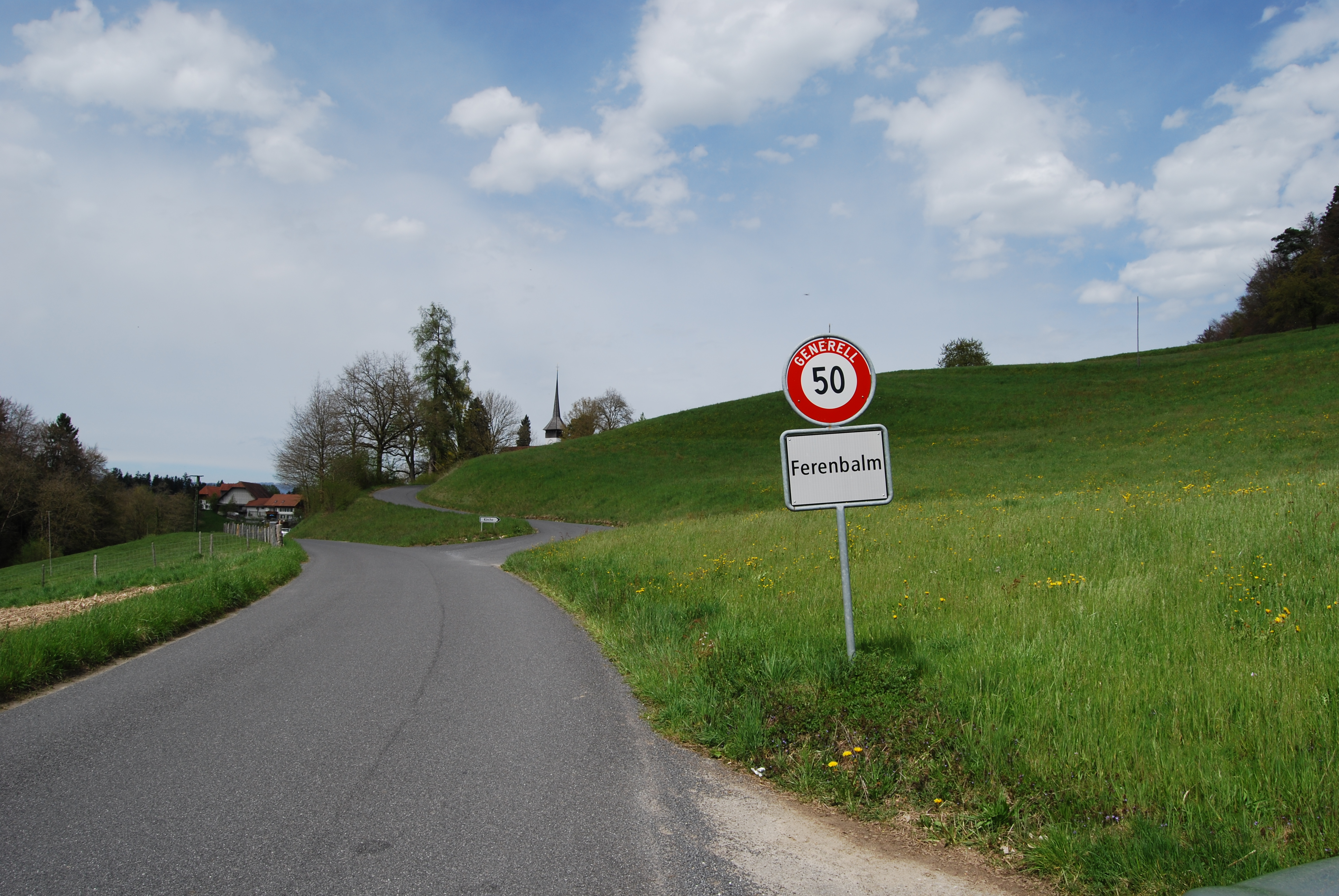
Ferenbalm

Ferenbalm (en francés Les Baumettes) es una comuna suiza del cantón de Berna, situada en el distrito administrativo de Berna-Mittelland. Limita al norte con las comunas de Gurbrü y Wileroltigen, al este con Mühleberg, al sureste con Laupen, al sur (entre Gammen y el resto de la comuna) con Gurmels (FR), al suroeste con Kriechenwil, y al oeste con Ulmiz (FR), Gempenach (FR) y Ried bei Kerzers (FR).
La comuna incluye las localidades de Ferenbalm, Vogelbuch, Kleingümmenen, Rizenbach, Bibern, Jerisberg, Jerisberghof, Haselhof y el enclave Gammen. Hasta el 31 de diciembre de 2009 situada en el distrito de Laupen.

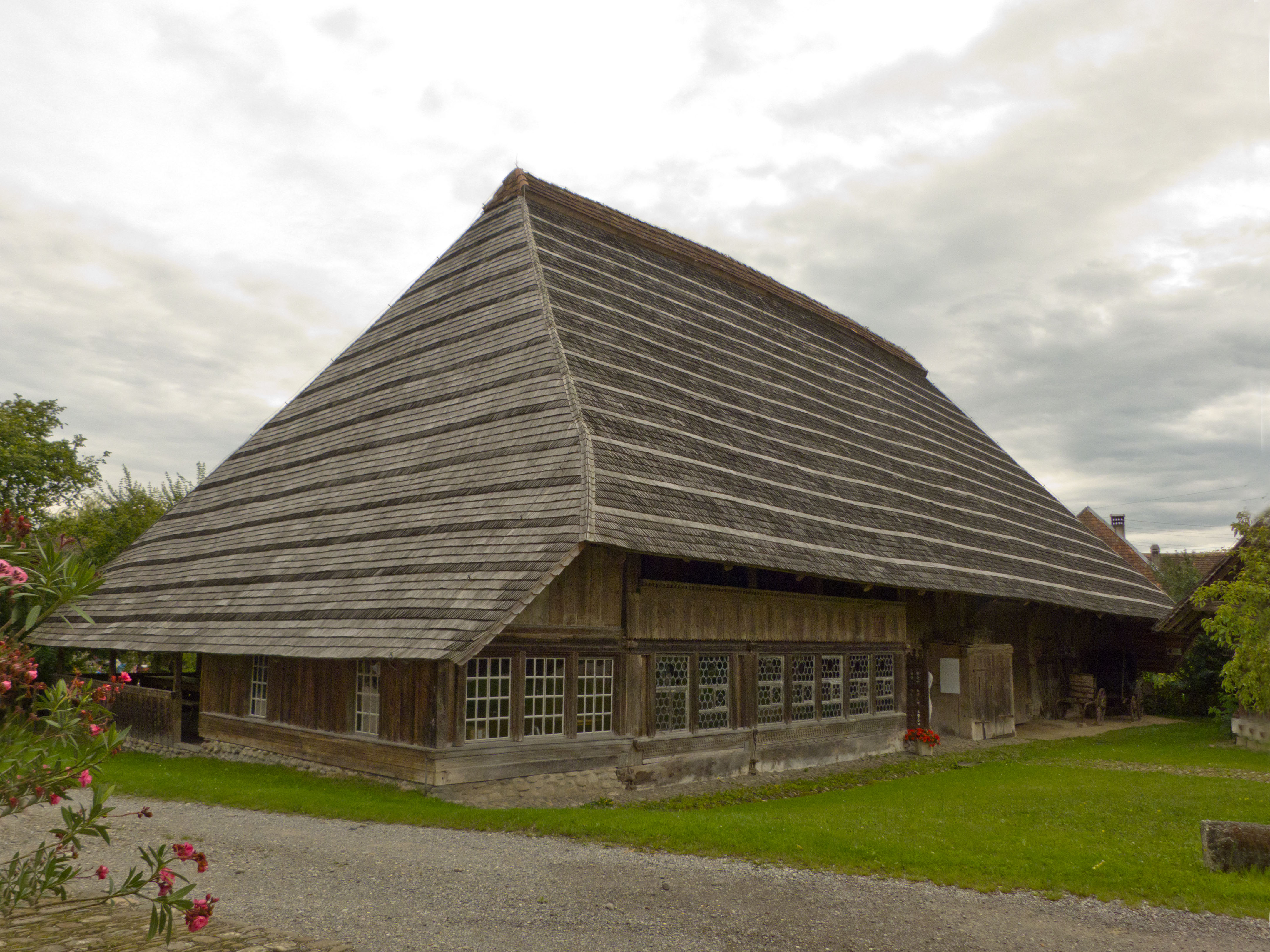
Althus (casa antigua) en Ferembalm.